# تاراکلی
تاراکلی (به ترکی استانبولی: Taraklı) یک منطقهٔ مسکونی در ترکیه است که در استان سقاریه واقع شده‌است.